# James Wood (Politiker)
James Wood (* 28. Januar 1741 in Winchester, Colony of Virginia; † 16. Juni 1813) war ein britisch-amerikanischer Politiker und von 1796 bis 1799 Gouverneur des Bundesstaates Virginia.

## Frühe Jahre und politischer Aufstieg
James Wood war ursprünglich Geistlicher. Zwischen 1766 und 1776 war er Mitglied im kolonialen House of Burgesses von Virginia. Im Jahr 1774 handelte er mit den Shawnee-Indianern einen Friedensvertrag in Fort Pitt aus. Während des Unabhängigkeitskrieges nahm er an einigen Schlachten teil und wurde dann mit der Bewachung von Kriegsgefangenen betraut. Nach dem Krieg wurde er Brigadegeneral der Miliz. 
Im Jahr 1776 war Wood Mitglied der verfassungsgebenden Versammlung von Virginia. Im Jahr 1784 wurde er Mitglied des Regierungsrates von Virginia. James Wood schloss sich der von Thomas Jefferson gegründeten Demokratisch-Republikanischen Partei an.

## Gouverneur von Virginia und weiterer Lebenslauf
Im Jahr 1796 wurde Wood von der Legislative zum neuen Gouverneur seines Staates gewählt. Nachdem er in den Jahren 1797 und 1798 jeweils wieder gewählt worden war, konnte er dieses Amt zwischen dem 30. November 1796 und dem 6. Dezember 1799 ausüben. In dieser Zeit wurde das Staatsgefängnis von Virginia erbaut. Wood war ein aktives Mitglied der Gesellschaft zur Abschaffung der Sklaverei. Im Jahr 1797 war er deren Vizepräsident und 1801 Präsident. James Wood starb im Juni 1813. Mit seiner Frau Jean Moncure hatte er ein Kind.